# Lorenzo Carboncini
Lorenzo Carboncini   (Empoli, 22 de setembre de 1976) és un remer italià, ja retirat, que va competir durant les dècades de 1980 i 1990.
Durant la seva carrera esportiva va prendre part en quatre edicions dels Jocs Olímpics d'Estiu, el 1996, 2000, 2008 i 2012. El millor resultat el va obtenir el 2000, a Sydney, on va guanyar la medalla de plata en la prova del quatre sense timoner. En les altres participacions destaca la quarta posició en el dos amb timoner aconseguida a Londres el 2012.
En el seu palmarès també destaquen onze medalles al Campionat del Món de rem, una d'or, cinc de plata i cinc de bronze, entre les edicions de 1995 i 2011, així com una medalla de plata al Campionat d'Europa de rem de 2010.
El 2000 va rebre l'Orde al Mèrit de la República Italiana.